# Mila Pavićević
Mila Pavićević (4. srpnja 1988., Dubrovnik) hrvatska je književnica.
Studirala je dramaturgiju izvedbe na Akademiji dramske umjetnosti i komparativnu književnost te grčki jezik i književnost na Filozofskome fakultetu u Zagrebu.
Objavila je nekoliko zbirki poezije i zbirku kratkih priča Djevojčica od leda i druge bajke koja je dobila nagradu Europske unije za književnost 2009. godine. Djelo joj je također prevedeno na albanski, bugarski, grčki, mađarski, talijanski, makedonski i srpski jezik.
Živi u Berlinu i radi s raznim umjetnicima, uglavnom na području plesa i koreografije. Od listopada 2020. radi na Slobodnom sveučilištu u Berlinu kao znanstvena asistentica.

## Vanjske poveznice
- Nagrada Europske unije za književnost